# Reyes y estrellas
Reyes y estrellas es una gala musical que produce Crystal Forest para La 1 de Televisión Española en su programación especial de Navidad. Fue estrenada en la noche de Reyes del 5 de enero de 2012 y presentada por Ana Obregón, Guillermo Martín, Aitor Trigos y Lina Morgan Tiene una duración aproximada de 2 horas y 55 minutos.  En este programa musical acogen las particulares actuaciones de conocidos artistas nacionales e internacionales y famosos actores del panorama audiovisual.

## Historia
En diciembre de 2011, La 1 y la productora de José Luis Moreno (Alba Adriática) se unieron para la creación de Reyes y estrellas, un proyecto musical para la víspera del día de Reyes de 2012, con la intención de mejorar las audiencias que se venían obteniendo los pasados años.
Reyes y estrellas presentado por Ana Obregón, Guillermo Martín, Aitor Trigos y la colaboración especial de Lina Morgan, fue estrenada en La 1 el 5 de enero de 2012, a las 22:15 horas. Se estrenó con acierto en el prime-time del jueves con más de 2,3 millones y 15,2% de share.
El 5 de diciembre de 2014, varios portales de internet se hicieron eco de la producción de Reyes y estrellas por segundo año en la cadena pública. Así, Televisión Española decidió confiar una vez más en José Luis Moreno para programar su noche de Reyes. Reyes y estrellas 2015 supuso el regreso a La 1 de Carlos Lozano que tomó esta vez las labores de presentación, acompañándole Mar Saura, Daniel Diges y Laura Sánchez. Esta edición se emitió el lunes 5 de enero a las 23:00 horas y volvió a obtener una más que notable acogida por parte de la audiencia con más de 1,8 millones y 15,8% de share.
A finales de noviembre de 2016, se confirmó que RTVE volvería a apostar por la gala Reyes y Estrellas tras él éxito del año pasado, donde fue presentada por Paco Morales y Mar Saura y emitida el 5 de enero de 2017.

## Equipo técnico
- Producción: Crystal Forest
- Dirección y coordinación: José Luis Moreno.

### Presentadores
- 2012: Ana Obregón, Guillermo Martín, Aitor Trigos y Lina Morgan.
- 2015: Carlos Lozano, Mar Saura, Daniel Diges y Laura Sánchez.
- 2017: Paco Morales y Mar Saura

### Copresentadores
- 2015: Irma Soriano y Luis Rollán.
- 2017: Carlota Boza y Diego Burbano

## Invitados

### Artistas
- 2012: David Bustamante, María la Salaíta,  Pastora Soler, Los Rocky, Merche, Pitingo, Francisco Ferrer, Tiziano Ferro, Daniel y  Andrea, David Civera, José El Escarpín, Diana Navarro, Claudia La Chispa, Cantores de Híspalis, Soraya Arnelas, Escolanía Nuestra Señora del Recuerdo, Sergio Martínez, OBK, Nassar Troupe y Feeling Woman.

- 2015: Marta Sánchez, Club Deportivo Gimnasia Rítmica Illescas, Samuel, Gemeliers, Dani Parreño, Azúcar Moreno, Kiko Rivera, Lucía, Raúl el Balilla, Andy y Lucas, Escuela de Danza Sonia Navarro, Daniel Diges, Daniel y María, Musical Broadway, Xriz, Iván García, Los Lunnis, José el Escarpín, Rosa López, Salma, Ballet Danza Esmeralda, Diverplay, Calum, Roko, Nancys Rubias, Musical Quiero Bailar y Hugo Castejón.

- 2017: David Bustamante, Los Lunnis, Marta Sánchez, Abraham Mateo, Musical Fantasía, Rosario Flores, Ana Mena, Il Volo, Musical Niños Avanti, Gisela, Diverplay, Mds, Glee Club Colegio Antamira Madrid, Gemeliers, Estrella Morente, Toom Pak, Diana Navarro, Carlos Baute, India Martínez, Morat, Innocence y Carlos Marín y Dasoul.

### Invitados estrella
- 2012: Cuenta con la participación de Marisa Porcel, Pepe Ruiz, Silvia Gambino, Javier Navares, entre otros.

- 2017: Cuenta con la participación de: Eva González, Alex Casademunt, Fernando Boza, entre otros

### Audiencias
| Media semanal | Media semanal          | Media semanal      | Media semanal | Media semanal |
| Año           | Programa               | Emisión            | Espectadores  | Cuota         |
| ------------- | ---------------------- | ------------------ | ------------- | ------------- |
| 2012          | Reyes y estrellas 2012 | 5 de enero de 2012 | 2.388.000     | 15,2%         |
| 2015          | Reyes y estrellas 2015 | 5 de enero de 2015 | 1.826.000     | 15,8%         |
| 2017          | Reyes y estrellas 2017 | 5 de enero de 2017 | 1.120.000     | 7,9%          |